# 小行星8099
小行星8099（英語：8099）是一颗围绕太阳公转的小行星。1993年10月8日，安部裕史、宫坂正大在八束郡发现了此天体。
这颗小行星的绝对星等为162.0953802128155等。